# فراملی‌گرایی
فراملی‌گرایی یا ترانس‌ناسیونالیسم (به انگلیسی: transnationalism) رویکردی است که مبنایش ارتباطات دوسویه میان افراد بوده و با کاهش اهمیت‌های اقتصادی و اجتماعی میان کشورها و مرزها پدید می‌آید.
واژهٔ فراملی یا تراملی یا ترانس‌ناسیونال (transnational) در اوایل سدهٔ ۲۰ م. توسط راندولف بورن و به واسطهٔ توضیح و اندیشه‌ای نو پیرامون رابطهٔ میان فرهنگ‌ها به کار برده شد. با این حال این واژه توسط یکی از هم‌دانشگاهیان وی به وجود آمد. در واژه‌نامهٔ مریم وبستر نیز ذکر شده که این واژه، نخستین بار در سال ۱۹۲۱، درست پس از مرگ بورن، چاپ شده‌است.